# Cristatusaurus
Cristatusaurus ("ještěr s hřebenem") byl rod masožravého teropodního dinosaura z čeledi Spinosauridae, žijící v období spodní křídy na území afrického Nigeru (Gadoufaoua). První fosilie tohoto dinosaura byly objeveny v roce 1973, teprve v roce 1998 však byly formálně popsány jako C. lapparenti.

## Popis
Jednalo se o poměrně velkého teropoda, dosahujícího délky zhruba 10 metrů.
Tento teropod byl podobný příbuzným rodům Baryonyx a Suchomimus. Je dokonce možné, že druhý zmíněný rod a Cristatusaurus jsou synonymní, neboť se v obou případech jedná o severoafrické rody. Proto je C. lapparenti někdy považován za nomen dubium.